# Quasar Cloverleaf
O Quasar Cloverleaf (H1413 117, QSO J1415 +1129) é um quasar brilhante, com o efeito de lente gravitacional.
Ele leva o nome a partir do facto de que é um raro exemplo de um quasar com quatro imagens de brilho comparável dispostos num padrão de trevo-de-quatro-folhas (semelhante à Einstein cross). Graças à forte ampliação proveniente pela lente de primeiro plano, o trevo é mais brilhante fonte conhecida de emissão de CO em alto desvio para o vermelho, e também foi a primeira fonte com um desvio para o vermelho de z = 2,56 a ser detectado com emissões de HCN ou de HCO+.
O quasar de 4 imagens foi originalmente descoberto em 1984, e foi determinado ser um único quasar dividido em quatro imagens, em vez de 4 quasares separados, em 1988.